# Cybaeodamus pallidus
Cybaeodamus pallidus är en spindelart som först beskrevs av Cândido Firmino de Mello-Leitão 1943. 
Cybaeodamus pallidus ingår i släktet Cybaeodamus och familjen Zodariidae. Inga underarter finns listade i Catalogue of Life.